# Emilio José Álvarez Landete
Emilio José Álvarez Landete (Madrid, 18 de juliol de 1950) és un metge i polític socialista valencià, germà d'Ignaci Álvarez Landete.

## Trajectòria
Es llicencià en Medicina per la Universitat de Múrcia. Establert a Alacant, va ser elegit diputat dins les llistes del PSPV-PSOE a les eleccions a les Corts Valencianes de 1983. A les eleccions del 1987 es va tornar a presentar, però no fou escollit. A les eleccions municipals espanyoles de 1999 fou elegit regidor de l'ajuntament de Castalla, on fou portaveu municipal del seu partit.